# HAVANK (vingerafdrukkenherkenningssysteem)

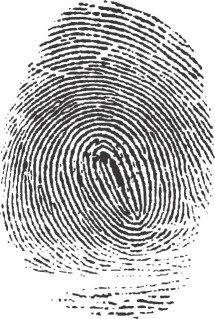
Vingerafdruk

 HAVANK is het geautomatiseerde vingerafdrukkenherkenningssysteem van de Nederlandse politie. Deze centrale databank voor dactyloscopische gegevens wordt beheerd door het Korps landelijke politiediensten (KLPD) en is ondergebracht bij de Dienst IPOL. Het systeem is operationeel sinds 1989. Tussen 2006 en 2010 werd het gedigitaliseerd. De naam HAVANK is een acroniem van Het Automatisch Vinger Afdrukkensysteem Nederlandse Kollektie. Het is tevens het pseudoniem van de schrijver van detectiveromans Hans van der Kallen.

## Toepassingen
- Identiteitsvaststelling; vaststellen of vingerafdrukken van een persoon voorkomen in de verzameling vingerafdrukken zodat de identiteit met stelligheid  geverifieerd kan worden.
- Forensische identificatie; het vaststellen of een vinger- of handpalmspoor, veiliggesteld op  de plaats waar een misdaad is begaan, afkomstig is van een persoon die voorkomt in de nationale verzameling vinger- en handpalmafdrukken.

## Dactyloscopie
Dactyloscopie is het zoeken, classificeren, vergelijken en identificeren van vingerafdrukken. Deze zijn van iedereen uniek en dus persoonsgebonden. Ook patronen op handpalmen, voetzolen en tenen zijn uniek. In Nederland gelden vastgelegde normen voor identificatie en de onderzoekers moeten gecertificeerd zijn. De vinger- of handpalmafdruk heeft als geen ander middel de bij het gerechtelijk onderzoek gewenste eigenschappen voor identificatie, opsporing en bewijs in zich verenigd.

## Omvang
In 2010 waren er bij tien Bovenregionale Forensische Service Centra van de politie invoerstations voor nieuwe gegevens. Op honderdvijftig punten in het land op politiebureaus en cellencomplexen kon het HAVANK-systeem geraadpleegd worden. Vinger- en handpalmafdrukken van meer dan 900.000 bekende personen waren opgenomen. In totaal stonden er toen zo'n 30 miljoen vingerafdrukken en 2,9 miljoen handpalmafdrukken in het systeem. Per dag vonden er bijna 250 identiteitsvaststellingen plaats door middel van vergelijking van de vingerafdrukken van aangehouden verdachten. HAVANK bevatte in 2010 de sporen van 113.000 onbekende daders. Het totale archief had een omvang van 30 terabyte.